# Mistrovství Československa v cyklokrosu 1981
Mistrovství Československa v cyklokrosu 1981 se konalo v sobotu 10. ledna 1981 v Plzni.

## Přehled
| Poř.             | Jméno             | Čas        |
| Zlatá medaile    | Miloš Fišera      | 1:05:25 h  |
| Stříbrná medaile | František Klouček | + 0:50 min |
| Bronzová medaile | Jiří Sosnovec     | + 1:39 min |
| 4                | Radomír Šimůnek   | + 1:52 min |
| 5                | Antonín Ungerman  | + 2:17 min |
| 6                | Ladislav Šulc     | + 2:47 min |